# Валенсія Месталья
«Вале́нсія Месталья» (ісп. Valencia Club de Fútbol Mestalla) — іспанський футбольний клуб з Валенсії. Заснований 1944 року і є резервною командою «Валенсії».

## Історія
Команда заснована 1944 року як резервна команда «Валенсії». Велику частину своєї історії клуб провів у нижчих лігах, хоча на його рахунку 21 сезон в Сегунді іспанського футболу, а в сезоні 1951-52 лише правило, що забороняє резервним та основним командам грати в одній лізі, завадило «Местальї» піднятися до Прімери.

## Досягнення
- Переможець Терсери (7) : 1957/58, 1970/71, 1982/83, 1984/85, 1991/92, 2004/05, 2010/11
- Віце-чемпіон Сегунди (1): 1951/52 (Група 2)

## Відомі гравці
В списку подані гравці, що в майбутньому виступали за збірну Іспанії
- Давід Альбельда
- Рауль Альбіоль
- Мігель Анхель Ангуло
- Вісенте Гільйот
- Іско
- Франсіско Камараса
- Хосе Кларамунт
- Гаїска Мендьєта
- Антоніо Пучадес
- Давід Сілва
- Мігель Тендільо
- Вісенте Пік'юер[en]